# Варадзи

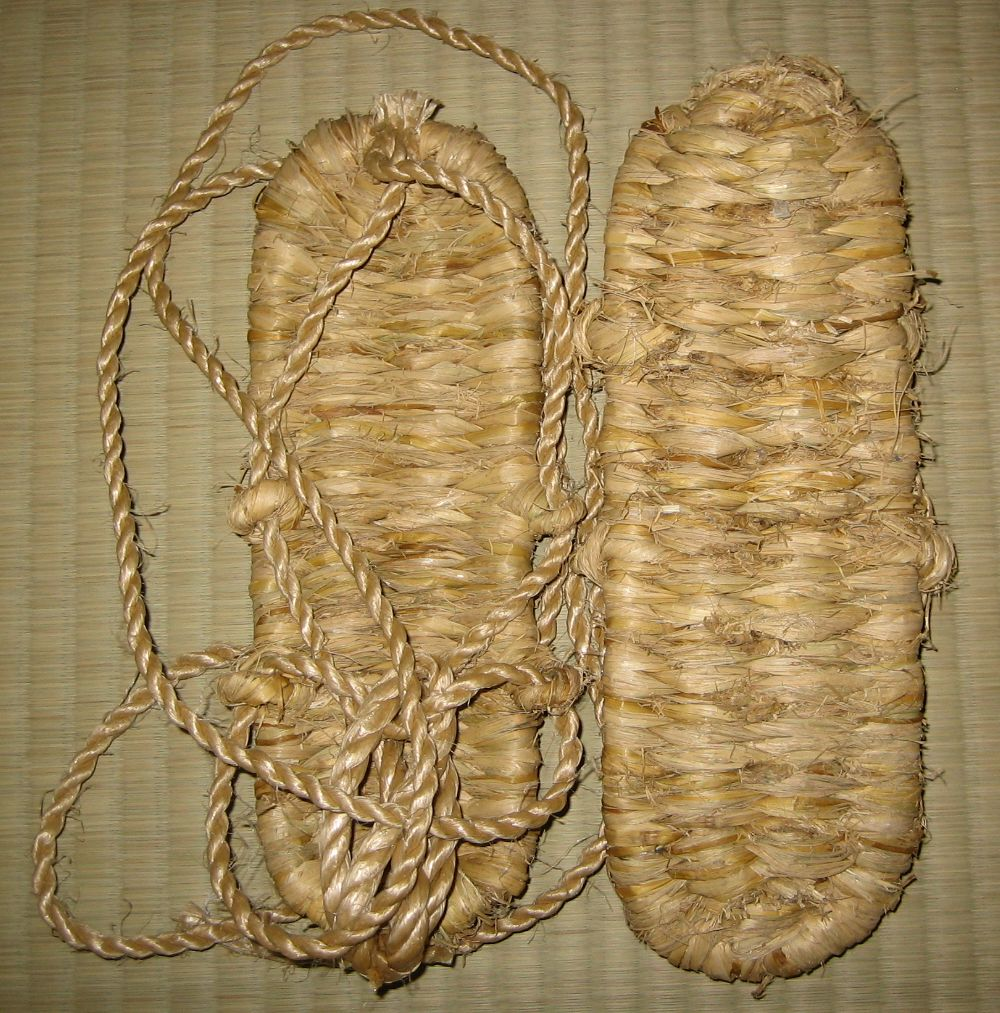
Варадзи

Варадзи (яп. 草鞋) — сандалии, сплетённые из рисовой соломы или пеньки, один из видов традиционной японской обуви. В прошлом — стандартная обувь простых людей, предназначенная для ходьбы после дождя (чтобы не испачкать таби). Теперь их в основном носят буддистские монахи.
Имеют незначительный срок службы, однако очень легко изготавливаются: пучки сплетённой соломы проходят сквозь петли, закреплённые на подошве, и завязываются на лодыжках. Встречаются варадзи с четырьмя боковыми петлями для крепления (ёцудзи) и с шестью (муцудзи).
Способов сплести варадзи несколько: всё зависит от того, кто это делает. Например, монах связывает варадзи не так, как воин, а горожанин - не так, как сельский житель.

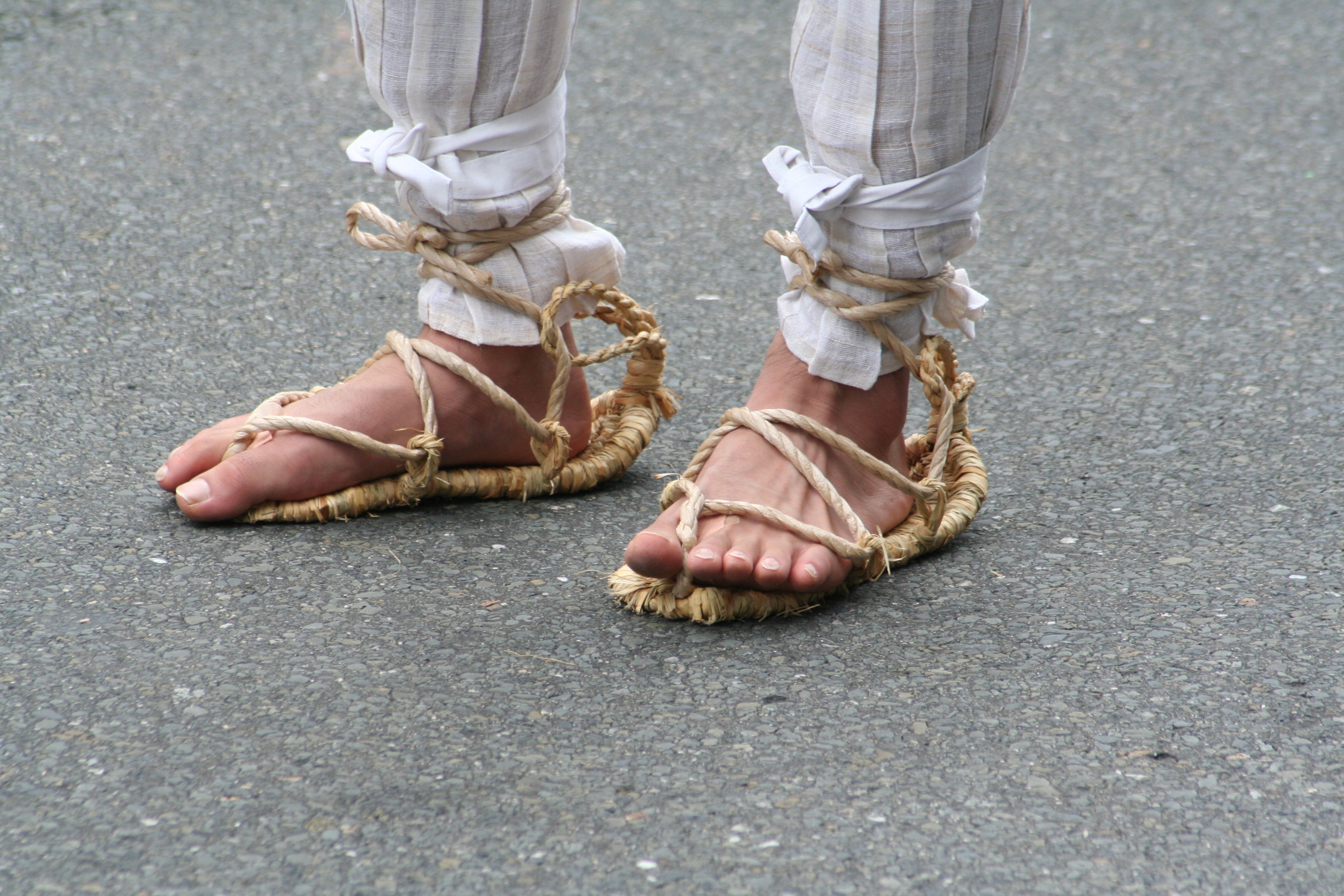
На ноге

Традиционно варадзи надевают так, чтобы пальцы ног и пятка немного выступали за края подошвы.
Варадзи используют вместе с таби для бесшумной ходьбы.